# Jüri Jaakson
Jüri Jaakson (16 de gener de 1870, Karula, Estònia - 20 d'abril de 1942, Sosva, Unió Soviètica) va ser un empresari i polític estonià.

## Biografia
Jaakson va estudiar al H. Treffner's Private High School, i després va seguir els seus estudis universitaris fent Dret a la Universitat de Tartu des del 1892 fins al 1896. Es va graduar amb un diploma de 1r grau. Entre 1897 i 1914 va treballar com advocat, primer a la ciutat de Viljandi, i més tard a Riga. Entre el 1915 i el 1919, Jaakson va ser membre de la Junta Directiva del Banc de la Ciutat de Tallin (Tallinna Linnapank).
Jaakson va ser membre i president de l'Assistent d'Estònia Assemblea de la província (Eesti Maapäev) el 1917-1918. El 1918 va ser comissari general del Govern Provisional per fer-se càrrec de la propietat de les competències de l'ocupació alemanya. Durant 1918 i 1920 va exercir com a Ministre de Justícia del Govern Provisional i al Govern de la República. Entre 1920 i 1932 Jaakson va ser membre del Riigikogu. Ocupà el càrrec de Primer Ministre d'Estònia des de desembre de 1924 a desembre de 1925. Entre 1926 i 1940 va exercir com a President del Banc d'Estònia i va ser membre del Consell Econòmic Nacional. A més, Jaakson va ser membre del Consell Nacional (1938-1940) (Riiginõukogu, segona càmera del Riigikogu). Jaakson va fundar diversos bancs i va participar en diverses organitzacions com la Societat Central dels camperols del nord d'Estònia i el Consell de la Unió Econòmica de Tallinn.
Jaakson va ser empresonat per l'NKVD el juny de 1941. A Rússia, va ser condemnat a mort i va ser executat l'any següent.